# Elymnias darina
Elymnias darina är en fjärilsart som beskrevs av Hans Fruhstorfer 1907. Elymnias darina ingår i släktet Elymnias och familjen praktfjärilar. Inga underarter finns listade i Catalogue of Life.